# 施奈德結晶狀角膜營養不良
施奈德結晶狀角膜營養不良（SCD），是一种罕见的角膜营养不良症。SCD是由UBIAD1基因的杂合突变引起。角膜中的细胞堆積胆固醇和磷脂沉积物导致角膜變得混浊，若情況严重則需要進行角膜移植。患者的其他细胞类型（如皮肤成纤维细胞）中也可能會有异常的膽固醇代谢，顯示這可能是全身性疾病，但临床表现則只有角膜的SCD。